# Angela Mason
Angela Margaret Mason CBE (9 de agosto de 1944) es una funcionaria y activista británica, y ex directora de la organización de defensa de lesbianas, gays, bisexuales y transexuales con sede en el Reino Unido Stonewall. Es ex presidenta de la Fawcett Society, una organización de campaña por los derechos de las mujeres del Reino Unido y concejala por el Partido Laborista en Camden.

## Trayectoria
Nacida como Angela Margaret Weir en High Wycombe en Buckinghamshire, creció en la isla de Sheppey y se educó en Basingstoke High School, Bedford College, University of London y London School of Economics. Fue una de las primeras integrantes del Frente de Liberación Gay en el Reino Unido.

## Cargos de terrorismo
Fue una de los Ocho de Stoke Newington, que en 1972 fueron acusados de colocar o enviar bombas con el objetivo de mutilar o matar a ministros del gobierno, sus familias y funcionarios del Partido Conservador como,parte de la Brigada Iracunda (Angry Brigade en inglés).
Ella fue una de los cuatro acusados que fueron absueltos tras un largo juicio todavía controvertido. Mason todavía se niega a hablar sobre el juicio.
Mason era activista en movimientos sindicales y radicales.

## Después de la Brigada Iracunda
Mason se convirtió en profesora en la LSE y luego en Abogada del distrito londinense de Camden. Se convirtió en miembro de la organización de derechos de los homosexuales Stonewall en 1989, y llegó a ser su directora en 1992.

## En el gobierno
De 2003 a 2007, fue directora de la Unidad de Mujeres e Igualdad del gobierno del Reino Unido, lo que es actualmente la Oficina de Igualdad del Gobierno, y su salario atrajo la atención de los medios. Mason también ha sido miembro de la Comisión de Igualdad de Oportunidades y asesora del alcalde de Londres, Ken Livingstone. Utilizó su puesto como funcionaria pública superior para oponerse a una medida de igualdad legislativa para las personas homosexuales (protecciones contra la discriminación en la prestación de servicios públicos y comerciales) en 2005 y 2006, lo que generó controversia. Sin embargo, no tuvo éxito y la medida fue aprobada en la Ley de Igualdad de 2006. Recibió la Orden del Imperio Británico en 1999, y ascendió a CBE en 2007.
Desde 2007 ha sido asesora de IDeA, un organismo gubernamental que proporciona directrices y normas para todas las autoridades locales de Inglaterra sobre cuestiones de igualdad. También fue nombrada presidenta del grupo feminista Fawcett Society en el mismo año.
En 2010, fue elegida concejala laborista del Ayuntamiento de Camden London; ella representaba al distrito de Cantelowes del municipio. Fue líder adjunta del consejo municipal y miembro del gabinete para la sostenibilidad, pero fue cesada de sus funciones en mayo de 2011. Sin embargo, fue reelegida para el Gabinete del Consejo al año siguiente y fue Miembro del Gabinete para Niños hasta su retiro del consejo en 2022.

## Datos biográficos
Mason se casó con el guionista William Mason en 1971, se divorciaron en 1980 y Mason mantuvo su apellido de casada. Tiene una relación con la académica marxista Elizabeth Wilson, con la que celebró una unión civil y tiene una hija concebida por inseminación artificial.